# .cn
.cn — национальный домен верхнего уровня для Китая. Некоторые свободные домены .cn могут быть зарезервированы. Регистратура домена .cn не предоставляет данных о том, какие конкретно домены зарезервированы.
В домене CN запрещена регистрация доменных имён, которые могут быть использованы для следующих действий:
- нарушение базовых принципов, описанных в Конституции КНР;
- угроза национальной безопасности, утечка секретных сведений, призывы к свержению правительства;
- призывы антигуманного характера, оскорбляющие человеческое достоинство либо религиозные чувства, призывы к нарушению общественного порядка или социальной стабильности в КНР;
- распространение порнографии, непристойностей, азартных игр, насилия, террора или провоцирование преступлений в КНР;
- оскорбление, клевета, ущемление законных прав и интересов других людей в КНР.

В ноябре 2008 года, по данным China Internet Networking Information Center, зона стала рекордсменом.
Google по запросу site: cn на 21 января 2014 года находит примерно 1 050 000 000 сайтов.